# Government House (Auckland)

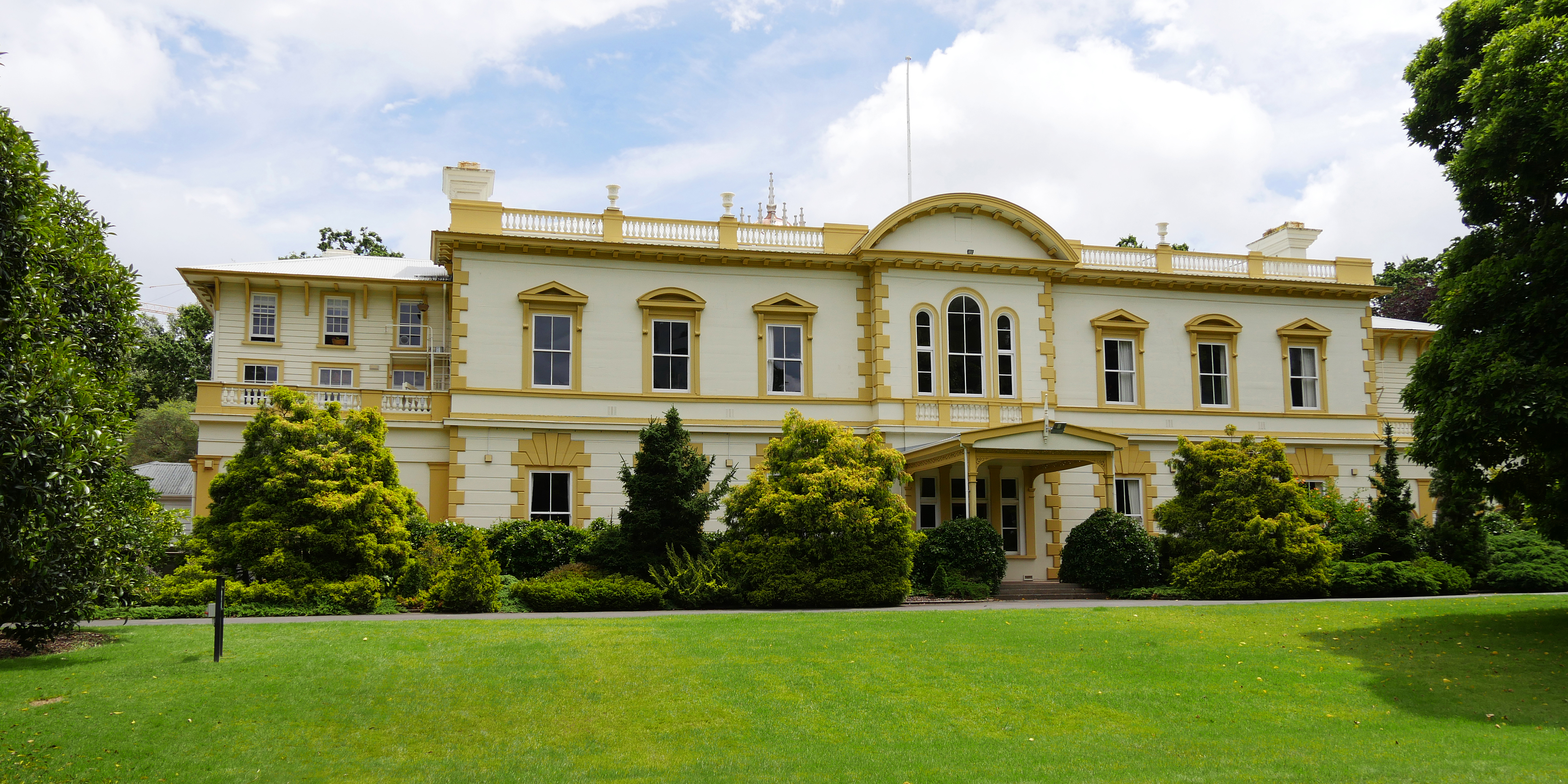
Old Government House in Auckland

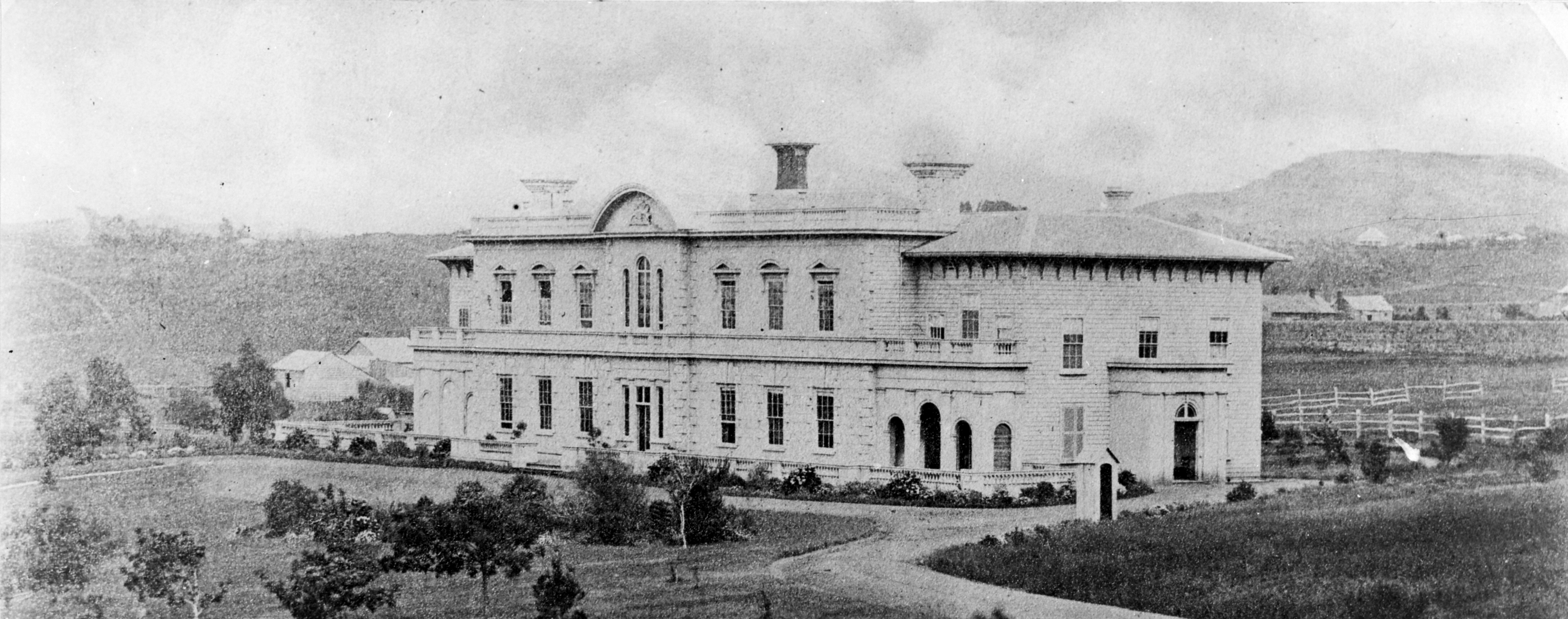
Foto aus den Jahren 1860–1870

Das Government House in Auckland ist die Zweitresidenz des Generalgouverneurs von Neuseeland.

## Geschichte
Das heutige Government House in Auckland hatte drei Vorgänger, das erste Haus, vom ersten Gouverneur Neuseelands William Hobson 1841 erbaut und 1848 durch ein Feuer zerstört, das zweite Haus, das 1857 zerstört wurde und das dritte Haus, das 1856 errichtet wurde und heute als Old Government House bekannt ist. Es befindet sich auf dem Campus der University of Auckland.
Die Zweitresident des Generalgouverneurs liegt im Stadtteil Epsom, östlich am Fuße des Maungawhau / Mount Eden. Das Gebäude wurde 1921 von Sir Frank Crossley Mappin, einem reichen Obst- und Gemüsefarmer aus Auckland erbaut. 1930 kaufte er weiteres Land dazu und legte in den 45 Jahren, in denen er mit seiner Familie das Anwesen bewohnte, einen Garten mit exotischen und einheimischen Bäumen und Büschen an. Er nannte sein Anwesen Birchlands. Während des Zweiten Weltkriegs ließ er den Rasen des Anwesens in Farmland zum Gemüseanbau für seine Bediensteten umgestalten. Später wurde wieder Rasen angepflanzt.
1962 wurde das Anwesen von Mappin der Krone geschenkt und wird seitdem als Gästehaus für königliche Repräsentanten, Staatsgästen und für besondere Empfänge genutzt.
Der Garten wird heute als „Garden of National Significance“ (Garten von nationaler Bedeutung) vom New Zealand Gardens Trust verwaltet.